# Mellensee (Lychen)
Der Mellensee ist ein bei Lychen im Nordosten Brandenburgs gelegener See.

## Lage
Der Mellensee gehört zur Uckermärkischen Seenlandschaft. Gemeinsam mit Wurlsee, Großer Lychensee, Platkowsee, Stadtsee, Nesselpfuhl und Zenssee bildet er das Lychener Seenkreuz, das den Innenbereich der Stadt Lychen fast inselförmig umfasst. Dabei liegt er unmittelbar südlich des Großen Lychensees, mit dem er über einen schmalen Wasserlauf verbunden ist. Hier befindet sich die kleinere Siedlung Brennickenwerder. Der See ist etwa 500 Meter lang und ungefähr 300 Meter breit. Er befindet sich zwischen der Himmelpforter Heide und dem Stadtforst Lychen.

## Seedaten
Der recht flache See ist 15,38 ha groß und maximal 6 m tief. Der See und ein Teil seiner größtenteils bewaldeten Umgebung bilden das Naturschutzgebiet Mellensee bei Lychen.

## Flora und Fauna
Hauptfischarten sind Schleien und Hechte. 

## Weblink

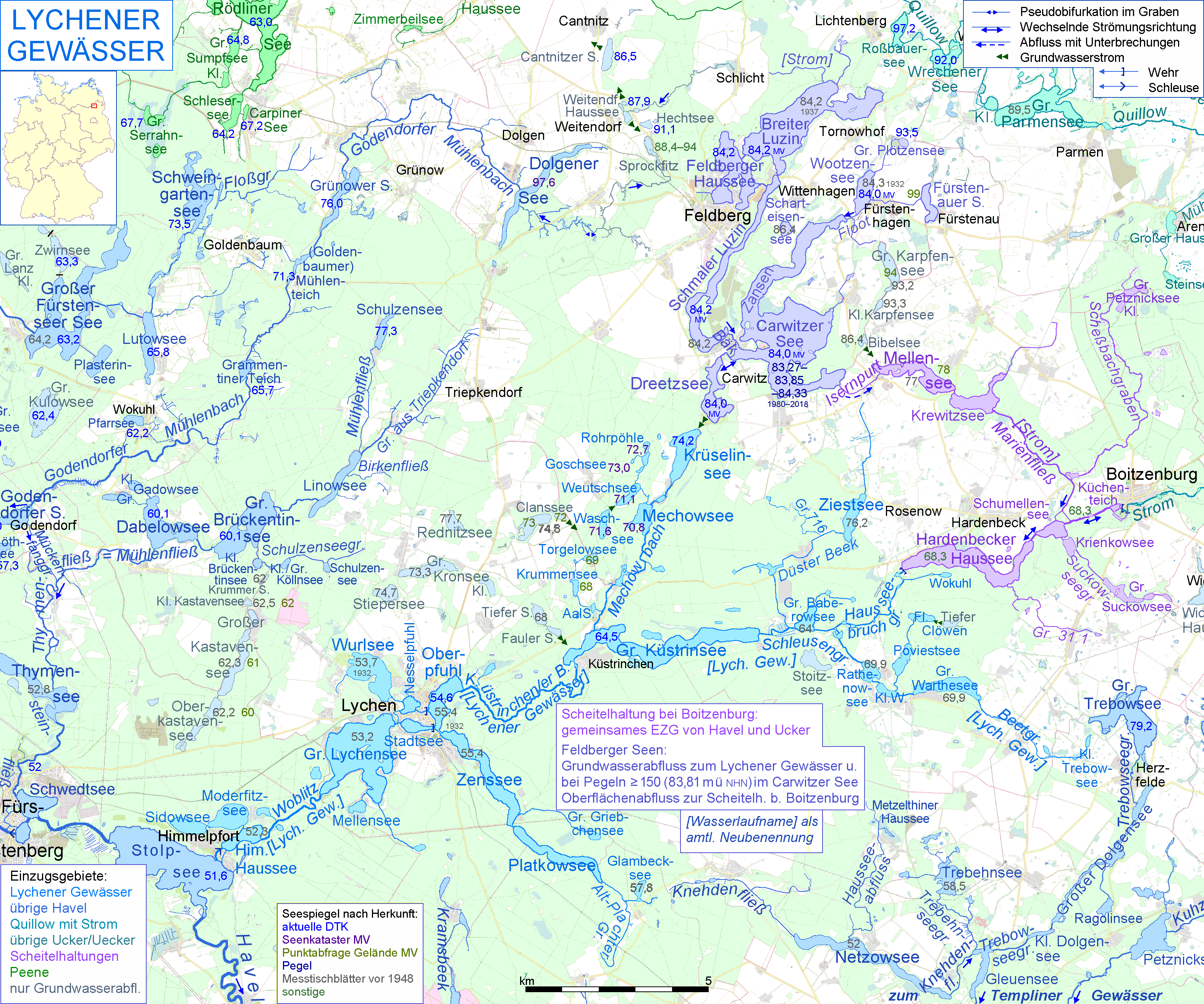
Der Mellensee südlich des Großen Lychensees

- Lychener Seenkreuz bei www.lychen.de